# Dylan Nahi
Dylan Nahi (París, 30 de noviembre de 1999) es un jugador de balonmano francés que juega de extremo izquierdo en el Vive Kielce polaco. Es internacional con la selección de balonmano de Francia.

## Palmarés

### Selección nacional
| Campeonato Mundial | Campeonato Mundial           | Campeonato Mundial | Campeonato Mundial |
| Año                | Lugar                        | Medalla            |                    |
| ------------------ | ---------------------------- | ------------------ | ------------------ |
| 2023               | Polonia y Suecia             | Medalla de plata   |                    |
| 2025               | Croacia, Dinamarca y Noruega | Medalla de bronce  |                    |
| Campeonato Europeo |                              |                    |                    |
| Año                | Lugar                        | Medalla            |                    |
| 2024               | Alemania                     | Medalla de oro     |                    |

### Paris Saint-Germain
- Liga de Francia de balonmano (5): 2017, 2018, 2019, 2020, 2021
- Copa de Francia de balonmano (2): 2018, 2021
- Copa de la Liga de balonmano (2): 2017, 2018
- Supercopa de Francia (1): 2019

### Kielce
- Liga de Polonia de balonmano (2): 2022, 2023

## Clubes
| Club                | País    | Año         |
| ------------------- | ------- | ----------- |
| Paris Saint-Germain | Francia | 2016 - 2021 |
| Vive Kielce         | Polonia | 2021 - Act. |